# Čestlice
Čestlice är en ort i Tjeckien.   Den ligger i regionen Mellersta Böhmen, i den centrala delen av landet, 15 km sydost om huvudstaden Prag. Čestlice ligger 314 meter över havet och antalet invånare är 436.
Terrängen runt Čestlice är lite kuperad.Runt Čestlice är det ganska tätbefolkat, med 111 invånare per kvadratkilometer. Närmaste större samhälle är Prag, 15,0 km nordväst om Čestlice. Trakten runt Čestlice består till största delen av jordbruksmark.